# ミハイル・ボロディン

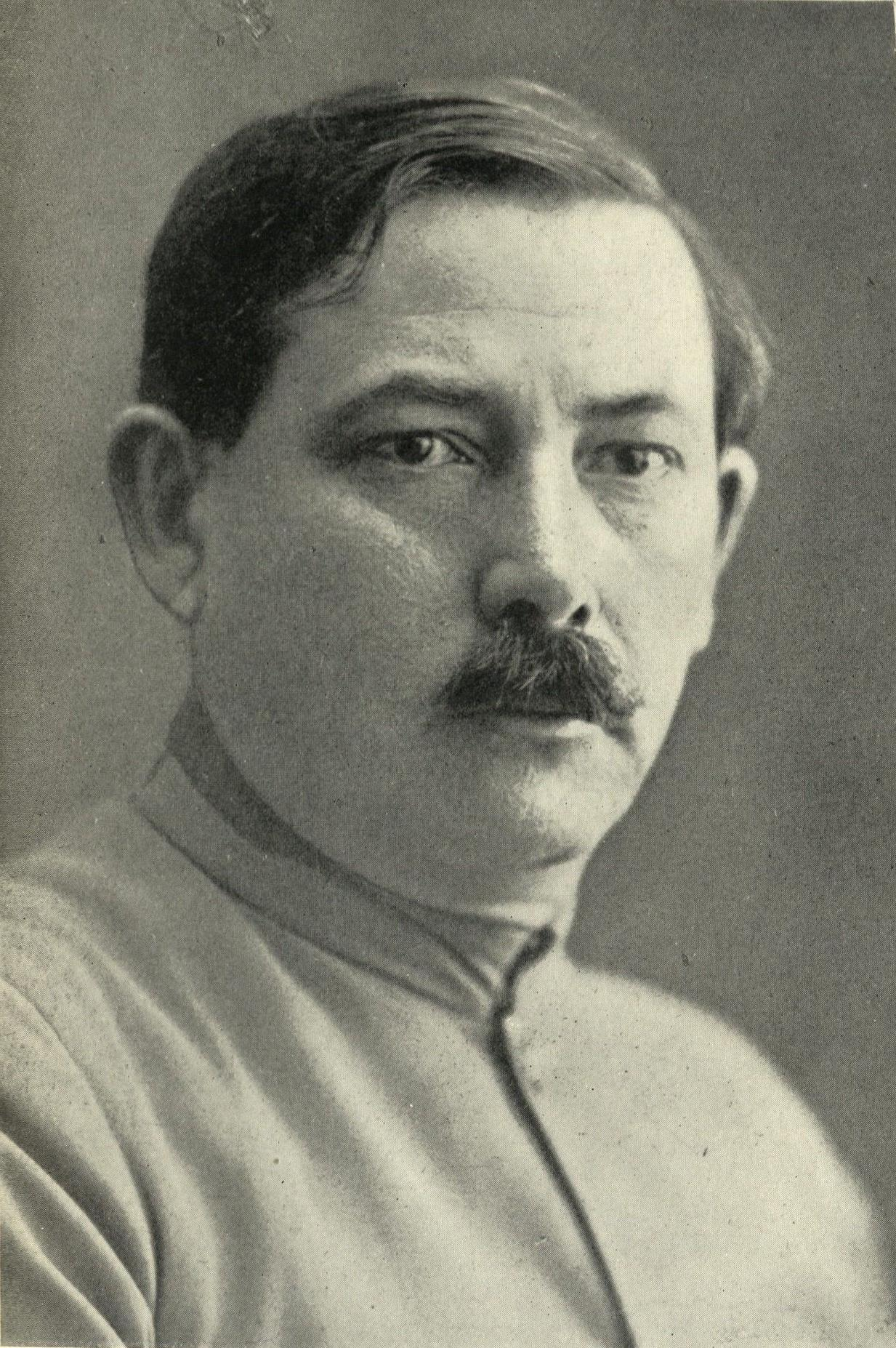
ミハイル・ボロディン

ミハイル・マルコヴィチ・ボロディン（ロシア語: Михаил Маркович Бородин, ラテン文字転写: Mikhail Markovich Borodin; 1884年7月9日 - 1951年5月29日）は、ロシアのコミンテルン工作員。本姓はグルーゼンベルグ（Gruzenberg）。ロシア帝国（現・ベラルーシ）ヴィテプスク県のヤノヴィチ生まれ。

## 青年期
1903年に帝政ロシアでロシア社会民主労働党（ボルシェビキ党）に入党した。1904年-1905年、スイス、ベルンで暮らす。1905年の革命時、リガで地下工作に従事し、1906年末、イギリスに移住した。1907年から1918年7月まで、アメリカ合衆国で暮らし、在米中はヴァルパライソ大学に通っていた。10月革命の後、1918年に帰国し、外交関係部門で働き始めた。
1919年から1922年の間、彼はコミンテルンの工作員（正式には駐メキシコ領事）としてメキシコ、その後、アメリカ合衆国、イギリスで活動した。イギリスではコミンテルンの工作員として逮捕され、半年の拘留後に国外追放された。

## 中国における英国敵視政策と容共政策への誘導
1923年から1927年まで、ボロディンは中華民国広東省における中国国民党政府に対してのコミンテルン及びソビエト連邦の代表であり、その時期には孫文の主要な政治顧問となっていた。彼の進言により中国国民党はマルクス・レーニン主義を受け入れ、共産主義者の入党が認められ、黄埔軍官学校が設立された。同時に1925年から1927年の間は、広東において反英運動の組織と指導も行っていた。モスクワの英国大使館はボロディンの人物照会を求めたが当時の外務人民委員代理マクシム・リトヴィノフは「ボロディンのことはほとんど知らないけれど、彼はソ連政府とは何の関係も無い一民間人である」と答えている。 1925年の孫文の死後もボロディンは中国国民党政府の政治顧問を続けた。

## ソ連の海外拠点に対する強制捜査
1927年4月6日、南京事件によって高まった列強のソ連に対する懸念から張作霖による北京のソ連大使館捜索が行われ、ロシア人・中国人80名以上が検挙され、武器及び宣伝ビラ多数などを押収した。これは奉天にも国民党軍からの共産主義者が入り込み、それによる満洲の共産化運動を防ぐための処置でもあった。押収された極秘文書の中に次のような内容の「訓令」があったと総司令部が発表した。その内容とは、外国の干渉を招くための掠奪・惨殺の実行の指令、短時間に軍隊を派遣できる日本を各国から隔離すること、在留日本人への危害を控えること、排外宣伝は反英運動を建前とすべきであるというものである。4月12日には蔣介石が上海クーデターを起し、共産主義者たちを追放し、彼を逮捕しようとした。
5月12日、ソ連の貿易代表部であったアルコスのロンドン事務所が捜索を受け（アルコス事件）、その際に重要な文書としてモスクワのソ連外務省から北京の工作員に向けて打電された公式電報の写しが見つかった。そこには「北京におけるソ連代表が任命されるまで、同志ボロディンがモスクワから直接送られてきた命令を実行すること」と書かれていた。ボールドウィン政権はソ連のスパイ活動及び破壊活動を非難し、5月26日には英国とソ連は国交を断絶した。1927年7月、汪兆銘率いる武漢国民政府も、共産党を受け入れていた政策を破棄し、共産党の言論取り締まりを決定し、ボロディン等ソ連から来た顧問を罷免した。ボロディンはその年にソビエト連邦に帰国した。

## 晩年
帰国後間もなく、労働人民委員代理に任命された。その後、英字新聞紙『モスクワ・ニュース』編集者（1932年-1949年）、タス通信副局長（1932年-1934年）、『ソビエト情報局』編集長（1934年-1949年）として働いた。
ユダヤ人だったため、1949年にソビエト連邦の敵であるとして逮捕された。シベリアの強制収容所に送られた後、そこで2年後に死亡した（別説によれば、銃殺されたとも）。死後、名誉回復。

## 家族
- 妻のファイナ・ボロディナ（ロシア語: Фаина Самуиловна Бородиа、1892年 - 1967年）は、外国語講師。北京のソ連大使館捜索に先立つ1927年2月28日、ソ連の汽船「パーミャチ・イリイッチ」が拿捕された時に張作霖当局により逮捕された。張作霖は、南北間の和平締結を得ることを目的にして、ボロディンに働きかけようと試みた。5月に取引が失敗した時、ファイナは北京の刑務所に移され、6月に武器と扇動文献の輸送の嫌疑で裁判にかけられた。しかしながら、裁判官の買収に成功し、7月12日に無罪判決が言い渡された。釈放後、ファイナは、新疆省を経由してソ連に帰国した。
- 息子のノルマン（ロシア語版）（1911年 - 1974年）は、「ノーヴォスチ」出版社で政治オブザーバを勤めた。

## その他
ケネス・レクスロスは、彼の詩Another Early Morning Exerciseにおいて、アンドレ・マルローは1928年に発表された彼の最初の小説 Les Conquérantsにおいて、ボロディンに触れている。